# فرودگاه فونته بوآ
فرودگاه فونته بوآ (به انگلیسی: Fonte Boa Airport) (به زبان بومی: Aeroporto de Fonte Boa) یک فرودگاه همگانی مسافربری با کد یاتا FBA است که یک باند فرود آسفالت دارد و طول باند آن ۱۳۰۰ متر است؛ این فرودگاه در کشور برزیل قرار دارد و در ارتفاع ۶۳ متری از سطح دریا واقع شده است.